# Poštanski adresni kod
Poštanski adresni kod je numerička oznaka adrese koju je, od 1. januara 2005, uvela Pošta Srbije u cilju povećanja pouzdanosti i brzine dostave poštanskih pošiljaka.
PAK je niz od 6 cifara koji, za razliku od petocifrenog poštanskog broja koji označava određenu poštansku ispostavu, PAK jednoznačno određuje najmanji nedeljivi deo teritorije za koji je pošiljka adresirana. Šestocifreni adresni kod doseže do nivoa dela ulice, dok u pojedinim slučajevima, u gusto naseljenim delovima teritorije, ide i do individualnog objekta. Na taj način PAK zamenjuje naziv opštine, naselja i ulice, odnosno u pojedinim slučajevima označava i individualni objekat u ulici. Cilj je da svaka celina obuhvati odgovarajući broj stanovnika, radi veće preciznosti u definisanju teritorije. 
Uvođenje adresnog koda omogućilo je mašinsko sortiranje pisama i paketa, kao i precizno adresiranje pošiljaka i izbegavanje problema u dostavi usled čestih promena naziva ulica, kao i u situacijama kada u jednom gradu postoji više ulica sa istim nazivom.

## Adresiranje
Mada je bilo planirano da PAK zameni poštanski broj, to se u praksi nije desilo pa se danas zajedno koriste i PAK i poštanski broj.
Npr.
```
Đurađ Đuka, 
ul. Trgovačka 5, 
PB: 11051 Beograd 130, 
PAK: 122103
Srbija
```

## Spoljašnje veze
- Poštanska mreža Srbije
- Odredite svoj Adresni kod Архивирано на веб-сајту  (3. март 2013)
- Tekst o adresnim kodovima